# (10152) Ukichiro
(10152) Ukichiro (1994 RJ11) – planetoida z pasa głównego asteroid okrążająca Słońce w ciągu 3,63 lat w średniej odległości 2,36 j.a. Odkryta 11 września 1994 roku.